# Črnec Rugvički
Črnec Rugvički je malo naselje u općini Rugvica u Zagrebačkoj županiji.

## Zemljopis
Smješten je na županijskoj cesti Črnec Rugviči-Ježevo-Trebovec-Posavski Bregi, u blizini rijeke Črnca šest kilometara sjeveroistočno od Rugvice, odnosno 4 km južno od Dugog Sela. 

## Stanovništvo
U naselju živi 77 stanovnika (2001. u 28 kućanstava).
Broj stanovnika: 
- 1981.: 64 (19 kućanstava)
- 1991.: 59
- 2001.: 77 (28 kućanstava)

| broj stanovnika | 79    | 72    | 77    | 78    | 72    | 79    | 75    | 77    | 129   | 75    | 70    | 70    | 66    | 59    | 77    | 96    | 99    |
|                 | 1857. | 1869. | 1880. | 1890. | 1900. | 1910. | 1921. | 1931. | 1948. | 1953. | 1961. | 1971. | 1981. | 1991. | 2001. | 2011. | 2021. |

## Povijest
Selo se prvi puta spominje 1209. godine u povelji kralja Andrije II. Arpadovića. U selu i danas žive potomci plemenitaške seoske obitelji Knez koji su dobili plemstvo za zasluge u borbi protiv Turaka. U povijesti ali i danas pripada dugoselskoj župi Svetoga Martina Biskupa.